# El senyor de la guerra
El senyor de la guerra (títol original en anglès: Lord of War) és una pel·lícula d'acció dramàtica de 2005, coproduïda per França, Estats Units i Alemanya, escrita i dirigida per Andrew Niccol i protagonitzada per Nicolas Cage, Jared Leto, Bridget Moynahan i Ethan Hawke en els papers principals. Ha estat doblada al català.
Basada en fets reals, i situada al món globalitzat del tràfic d'armes, el film explora una conseqüència poc coneguda del final de la Guerra Freda: l'enorme quantitat d'armes que va quedar disponible en els antics estats soviètics, per ser venudes als països en desenvolupament, el negoci que significava per als països desenvolupats com els Estats Units, la Xina o el conjunt de països de l' "Unió Europea", i les immenses sumes de diners acumulades pels traficants d'armes amb la seva venda als participants dels diferents conflictes bèl·lics.

## Argument
Yuri Orlov (Cage), i el seu germà Vitaly Orlov (Leto) són traficants d'armes. A través d'algunes de les zones de guerra més perilloses, Yuri lluita per escapar de l'implacable agent de la Interpol, Jack Valentine (Hawke), dels seus rivals en el negoci, i fins i tot d'algun dels seus clients, que inclou a molts dels més importants dictadors. Finalment, Yuri ha d'enfrontar-se també a la seva pròpia consciència.

## Repartiment
- Nicolas Cage: Yuri Orlov
- Jared Leto: Vitaly Orlov
- Bridget Moynahan: Ava Fontaine Orlov
- Ethan Hawke: Jack Valentine
- Eamonn Walker: André Baptiste, pare, basat en el dictador liberià Charles Ghankay Taylor.
- Ian Holm: Simeon Weisz
- Tanit Phoenix: Candy
- Donald Sutherland: Coronel Oliver Southern (veu)
- Sammi Rotibi – André Baptiste, fill
- Sahke Toukhmanian: Irina Orlov
- Eugene Lazarev: General Dmitri Orlov
- Jean Perre Nshanian: Anatoly Orlov
- Kobus Marx: Boris
- Jasper Lenz: Gregor

## Rebuda
- Premi National Board of Review 2005: reconeixement pel seu especial assoliment cinematogràfic.
- Crítica
  - "A partir de la seqüència inicial els focs d'artifici guanyen la partida a la profunditat, la capacitat crítica i la qualitat artística."[3]
  - "Una fosca comèdia, divertida en el sentit que es riu de si mateixa, i al mateix temps un rabiós crit contra el tràfic d'armes. (...) Puntuació: ★★★½ (sobre 4)."[4]